# Escut d'Estònia
L'escut d'Estònia és l'històric d'or, amb tres lleopards d'atzur lampassats i armats de gules. És voltat de dues branques de roure fruitades d'or (a la versió simplificada, o armes petites, les branques de roure no hi són).

## Història
Prové de les armories de Valdemar II de Dinamarca, que va governar el nord d'Estònia al segle xiii, per això és tan semblant a l'escut danès, tot i que a diferència d'aquell els lleons miren de cara, no de perfil, i hi manca el sembrat de fulles de nenúfar. De fet, aquests mateixos tres lleopards d'atzur en camper d'or, però coronats (com els lleons danesos), són les armes tradicionals de la ciutat de Tallinn, la capital estoniana, que significa precisament 'castell danès'.
Com que el senyal dels tres lleopards (és a dir, lleons heràldics passants que miren de cara) es va mantenir al llarg dels segles per la major part del territori estonià, tot i les diverses dominacions estrangeres de què fou objecte, el Riigikogu o Parlament de la República independent d'Estònia el va adoptar oficialment el 19 de juny de 1925.
Aquest escut fou prohibit arran de l'ocupació soviètica de 1940 i substituït per un de tall socialista. Amb de la recuperació de la independència el 7 d'agost de 1990, el 6 d'abril de 1993 es tornava a adoptar oficialment l'escut històric.

## Escut de l'RSS d'Estònia

Escut de l'RSS d'Estònia (1940-1990)

L'escut de l'RSS d'Estònia no tenia cap senyal nacional, sinó els típicament comunistes de l'estrella roja, la falç i el martell, el sol ixent i les espigues de blat, i l'únic que identificava Estònia era la branca de pi.
Duia una cinta amb el lema nacional soviètic, «Proletaris de tots els països, uniu-vos!», escrit en estonià i en rus, i el nom oficial del país en estonià, Eesti NSV, és a dir Eesti Nõukogude Sotsialistlik Vabariik ('República Socialista Soviètica d'Estònia').

## Versions de l'escut

Versió completa
Versió simplificada